# Truc Lausa
Il Truc Lausa o Truc Laouza è una montagna delle Alpi Cozie alta 1.681 m. Si trova in Val Chisone e sulla sua cima convergono i territori comunale di Pramollo, Perrero e Pomaretto, tutti e tre nella città metropolitana di Torino.

## Descrizione

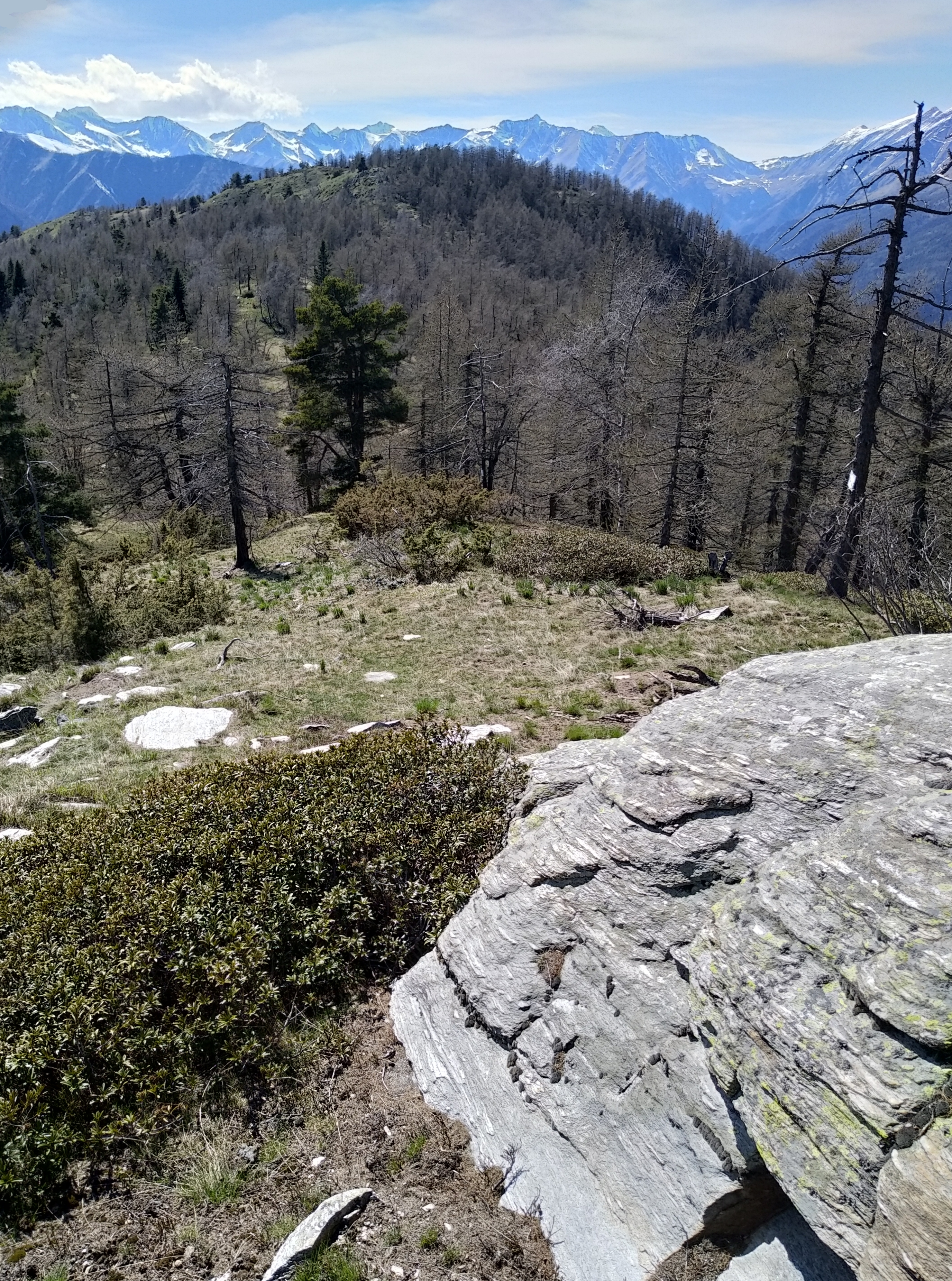
Vista da Piano Bruciato

La montagna appartiene allo spartiacque che separa la Val Germanasca dalla valletta di Pramollo, ambedue tributarie della Val Chisone. Il Colle Las Arà (o "Colle Lazzarà", 1595 m) la divide dal lungo crinale che sale al Gran Truc. Nella direzione opposta lo spartiacque prosegue verso il solco principale della Val Chisone con il Piano Bruciato (1.665 m).
 Si tratta di una zona dove ad ampi pascoli si alternano radi lariceti. Sulla cima, che offre un ampio panorama sui monti circostanti, sono presenti alcuni grossi blocchi di pietra.

## Storia
Nei pressi della montagna sono stati censiti alcuni petroglifi e rustici ripari rupestri, oltre che un cippo in pietra a forma di tronco di piramide.

## Accesso alla cima

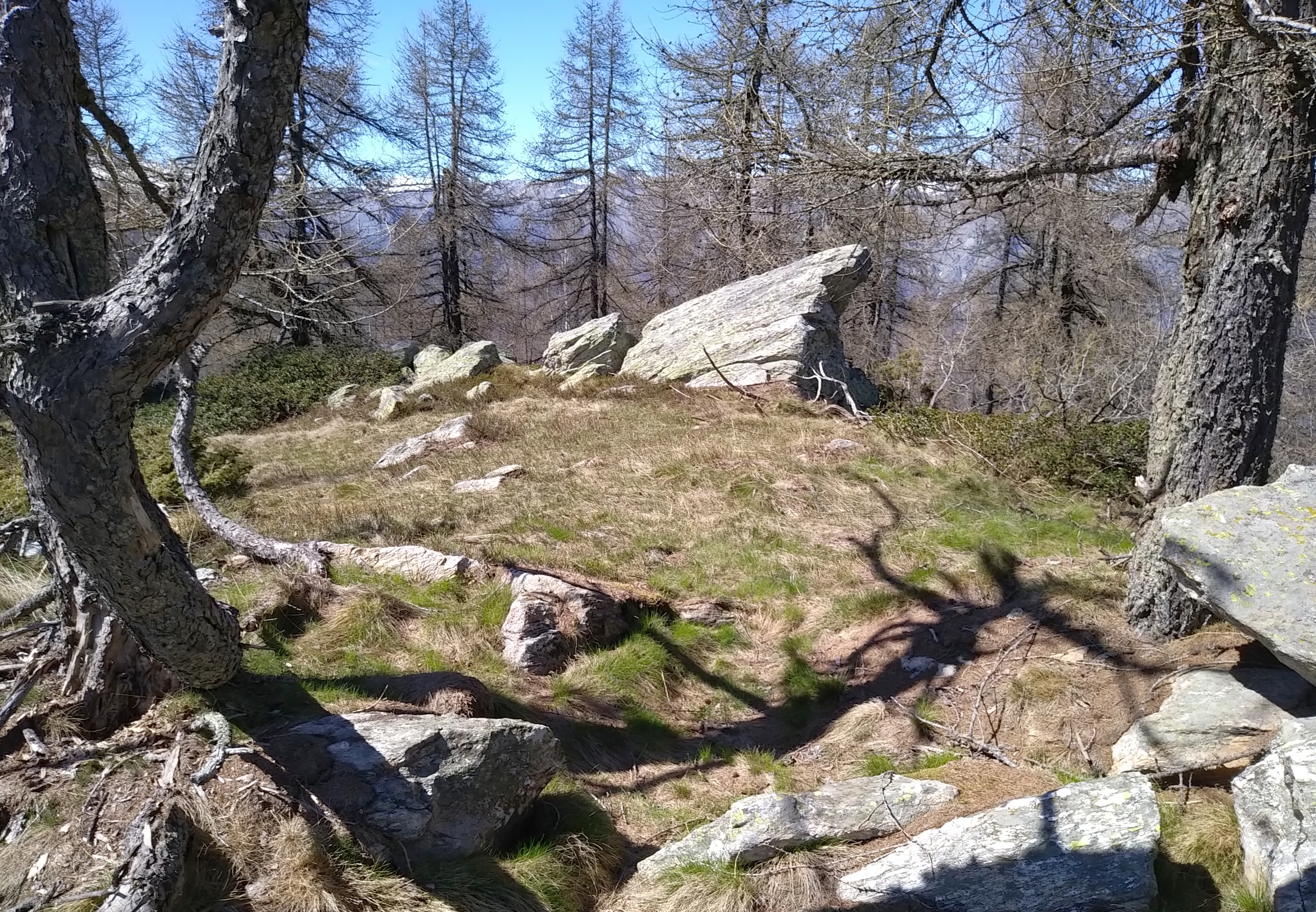
La cima della montagna

La cima del Truc Lausa può essere raggiunta, per tracce di sentiero, o dal Colle Las Arà o dal Piano Bruciato, oppure anche salendo da Perosa. È possibile concatenare i primi due itinerari formando un percorso ad anello.

## Cartografia
- Cartografia ufficiale italiana dell'Istituto Geografico Militare (IGM) in scala 1:25.000 e 1:100.000, consultabile on line
- 6 - Pinerolese Val Sangone, scala 1:25.000, ed. Fraternali
- 17 - Torino Pinerolo e Bassa Val di Susa, scala 1:50.000, ed. IGC - Istituto Geografico Centrale